# 43e division d'infanterie (France)
Pour les articles homonymes, voir 43e division.
La 43e division d'infanterie est une division d'infanterie de l'Armée de terre française qui a participé à la Première Guerre mondiale et à la Seconde Guerre mondiale. 
Division d'active créée en 1913 dans la 21e région militaire (21e corps d'armée), elle n'est dissoute qu'en juin 1940 pendant la bataille de France. 

## Différentes dénominations
- 1913 : création de la 43e division d'infanterie
- août 1914 : mobilisation
- septembre 1939 : mobilisation
- 3 juin 1940 : destruction de la 43e division d'infanterie
- 5 juin 1940 : recréée comme 43e division légère d'infanterie
- 18 juin 1940 : reddition de la 43e division légère d'infanterie

## Les chefs de la43edivisiond'infanterie
- 1er octobre 1913[réf. souhaitée] - 6 février 1915 : général Lanquetot[1]
- 6 février - 3 décembre 1915 : général Lombard[1]
- 3 décembre 1915 - 16 octobre 1916 : général Baucheron de Boissoudy[1]
- 16 octobre 1916 - 23 juillet 1917 : général Mollandin[1]
- 23 juillet 1917 - ? : général Michel[1]
- 15 juin 1918[réf. nécessaire] - 1er novembre 1919 : général Brenot
- 1er novembre 1919 - 1922 : général Paquette
- 1922 - 1925 : général Modelon (pl)
- 23 juin 1925 - 18 décembre 1928 : général Tanant
- 1928 - 1930 : général Lagrue
- 1930 - 1933 : général Zopff
- 1933 - 1937 : général Chabert
- 20 avril 1937 - 24 août 1939 : général Grandsard
- 1939 - 1940 : général Vernillat

## Création avant guerre
La division est créée en 1913. Elle est rattachée à la 21e région militaire (Langres et Épinal), créée par décret du 31 décembre 1913.
Elle est constituée de deux brigades : 85e brigade (149e et 158e régiments d'infanterie) à Épinal et 86e brigade (1er, 3e, 10e, 31e bataillons de chasseurs à pied) à Saint-Dié.

## Première Guerre mondiale

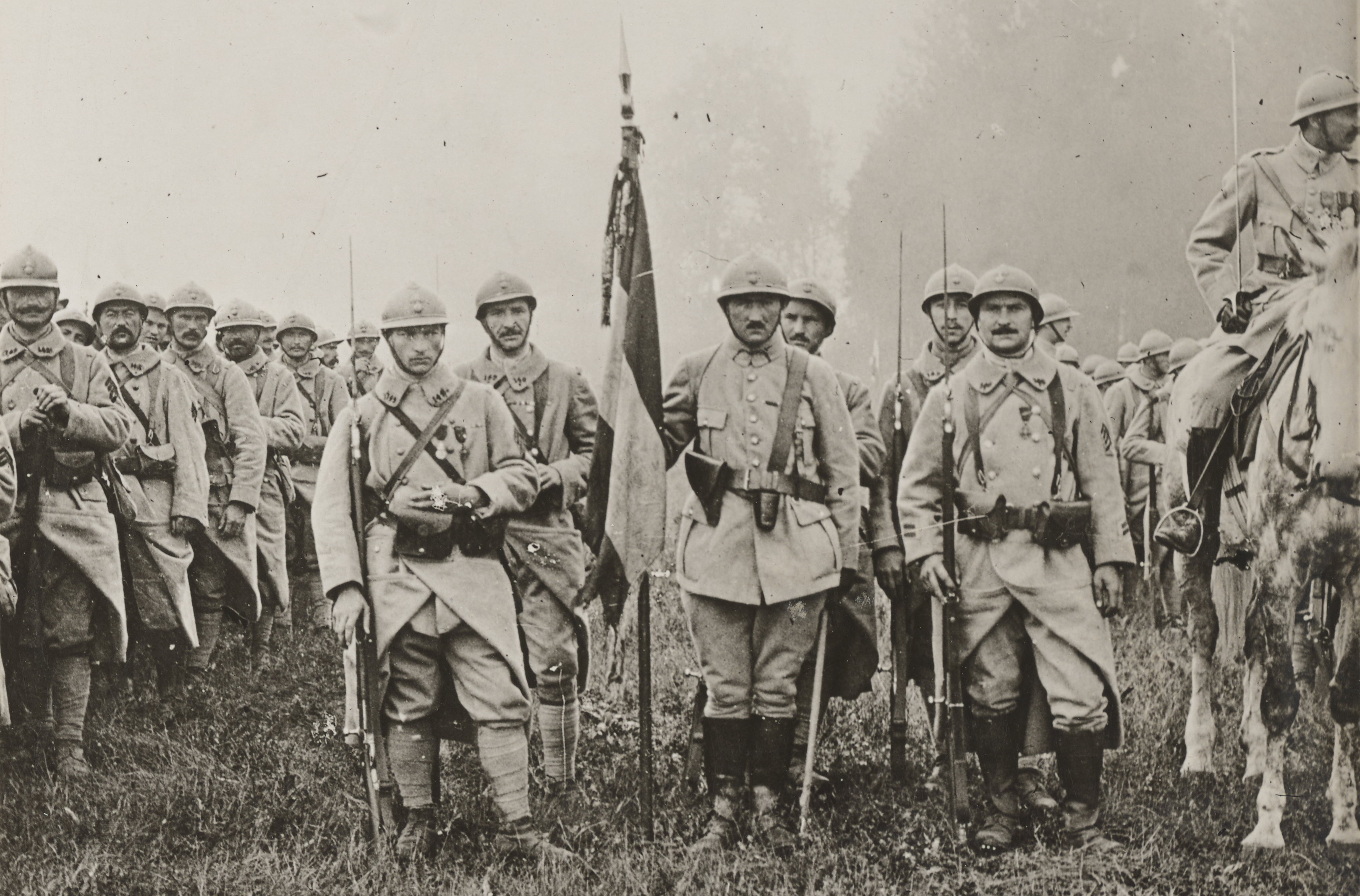
Le drapeau du et sa garde, lors d'une revue de la division le 9 mars 1917 dans le bois de Mauloy (commune de Saint-Rémy-Blanzy, Aisne).

### Composition au cours de la guerre
- Infanterie[4] :
  - 149e régiment d'infanterie d'août 1914 à novembre 1918
  - 158e régiment d'infanterie d'août 1914 à novembre 1918
  - 1er bataillon de chasseurs à pied d'août 1914 à novembre 1918
  - 3e bataillon de chasseurs à pied d'août 1914 à décembre 1916 (transféré à la 170e DI)
  - 10e bataillon de chasseurs à pied d'août 1914 à décembre 1916 (transféré à la 170e DI)
  - 31e bataillon de chasseurs à pied d'août 1914 à novembre 1918
- Cavalerie[4] :
  - 1 escadron du 4e régiment de chasseurs à cheval d'août 1914 à novembre 1915 puis en 1917
- Artillerie[4] :
  - 3 groupes de 75 du 12erégiment d'artillerie de campagne d'août 1914 à novembre 1918
  - 129e batterie de 58 du 59e régiment d'artillerie de campagne de juillet 1916 à janvier 1918
  - 101e batterie de 58 du 12e régiment d'artillerie de campagne de janvier à novembre 1918
  - 6e groupe de 155C du 121e régiment d'artillerie lourde de juillet à novembre 1918
- Génie[4] :
  - compagnie 21/2 du 11e régiment du génie d'août 1914 à novembre 1918
  - compagnie 21/52 (ex-21/2 bis) du 11e génie de juillet 1915 à novembre 1918
  - compagnie 21/71 du 11e génie de janvier à novembre 1918
  - 1 bataillon du 143e régiment d'infanterie territoriale d'août à novembre 1918

L'infanterie est, jusqu'en décembre 1916, divisée en deux brigades : la 85e brigade compte les 149e et 158e RI et la 86e brigade les 1er, 3e, 10e et 31e BCP. En juillet 1915, les brigades sont réorganisées : 149e RI, 3e et 10e BCP à la 85e brigade, 158e RI, 1er et 31e BCP à la 86e. Les deux brigades sont supprimées en décembre 1916 et les unités deviennent directement commandées par l'infanterie divisionnaire.

### Historique

#### 1914
- Mobilisée dans la 21e région
- 2 - 14 août : en couverture dans la région de Saint-Dié, de Fraize à Senones. À partir du 8 août, attaques des cols de Sainte-Marie et du Bonhomme et marche sur Saales[5].
- 14 - 20 août : mouvement offensif, par la vallée de la Bruche en direction de Schirmeck. Combat de Saint-Blaise-la-Roche ; occupation de Schirmeck. À partir du 18 août, mouvement par le Donon en direction de Sarrebourg[5].
  - 19 août : combat de Biberkirch.

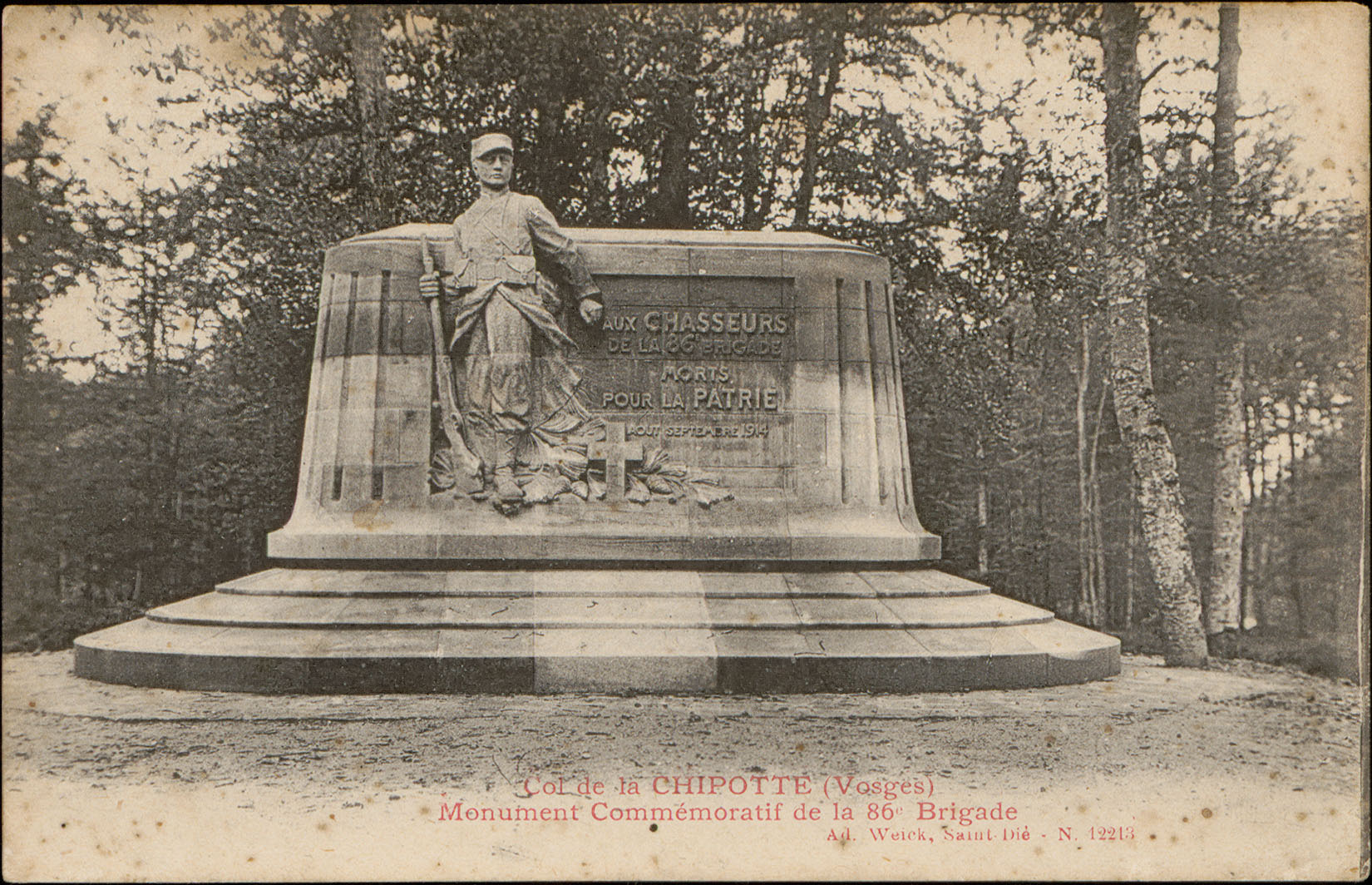
Monument commémoratif de la au col de la Chipotte.

- 20 - 26 août : engagée dans la bataille de Sarrebourg. À partir du 21 août, repli sur la Meurthe, au sud-est de Baccarat[5].
  - 23 août : combat de Montigny. Le 24 août, continuation du repli vers le nord-est de Rambervillers.

- 26 août - 2 septembre : engagée dans la bataille de la Mortagne. Mouvement offensif, combat dans la région de Sainte-Barbe et col de la Chipotte[5].
- 2 - 7 septembre : retrait du front et mouvement vers Girecourt-sur-Durbion. À partir du 5 septembre, transport par voie ferrée dans la région de Montier-en-Der[5].
- 7 - 14 septembre : engagée dans la bataille de la Marne. Du 7 au 10 septembre, bataille de Vitry, combat au signal de Sompuis. À partir du 10 septembre, poursuite par Mairy-sur-Marne en direction de Suippes et de Souain[5].
- 14 septembre - 1er octobre : combat à l'ouest de Souain. Puis stabilisation du front[5].
- 1er - 5 octobre : retrait du front ; à partir du 3 octobre, transport par voie ferrée de Chalons sur Marne à Saint-Pol[5].
- 5 octobre - 1er novembre : mouvement vers Aubigny-en-Artois, engagée dans la première bataille d'Artois. Combat vers Carency, Notre-Dame-de-Lorette et Ablain-Saint-Nazaire. Puis organisation d'un secteur vers Noulette et le sud de Carency[5].
- 1er - 25 novembre : retrait du front et transport par camions vers le sud-ouest d'Ypres. Engagée dans la bataille d'Ypres, d'abord au sud de Wijtschate, puis au sud de Saint-Éloi. À partir du 19 novembre, occupation d'un secteur vers le bois du Polygone et la route d'Ypres à Menin[6].
- 25 novembre - 6 décembre : stationnement en seconde ligne, puis à partir du 1er décembre, occupation d'un secteur entre le sud de Broodseinde et le bois du Polygone (inclus)[6].
- 6 - 31 décembre : retrait du front et mouvement par étapes vers le sud-ouest de Béthune ; repos[6].

#### 1915
- 31 décembre 1914 - 9 mars 1915 : mouvement vers le front et occupation d'un secteur vers Ablain-Saint-Nazaire et Notre-Dame-de-Lorette, étendu à gauche le 24 janvier 1915 jusqu'à l'ouest d'Angres[6].
  - 3 - 8 mars : attaque allemande vers Notre-Dame-de-Lorette ; contre-attaques françaises.
- 9 mars - 21 avril : retrait du front et repos au sud de Houdain[6].
- 21 avril - 25 septembre : occupation d'un secteur vers Ablain-Saint-Nazaire et l'ouest d'Angres, réduit à droite le 7 mai jusque vers Notre-Dame-de-Lorette. Engagée dans la deuxième bataille d'Artois[6].
  - 8 - 16 mai, 25 - 29 mai et 16 juin : attaques françaises sur le chemin creux d'Angres, le fond de Buval et le plateau de Lorette. Organisation et occupation du terrain conquis au nord de Souchez.
- 25 septembre - 7 novembre : engagée dans la troisième bataille d'Artois. Offensive dans la région sud d'Angres, prise du bois en Hache. Puis occupation du terrain conquis au nord de Souchez et à l'ouest d'Angres[6].
- 7 - 21 novembre : retrait du front et repos vers Saint-Pol[6].
- 21 novembre 1915 - 11 janvier 1916 : mouvement vers le front et occupation d'un secteur entre le nord de Souchez et l'ouest d'Angres[6].

#### 1916
- 11 janvier - 5 mars : retrait du front ; repos et instruction vers Houvin-Houvigneul et Grand-Rullecourt. À partir du 1er février, transport par camions au camp de Saint-Riquier ; instruction. À partir du 19 février, mouvement vers la région de Saint-Pol, puis à partir du 25 février transport par voie ferrée dans la région de Revigny-sur-Ornain ; repos vers Vavincourt et Chardogne[7].
- 5 - 20 mars : transport par camions dans la région de Verdun. Engagée à partir du 9 mars dans la bataille de Verdun vers Eix le village et le fort de Vaux[7].
  - 10 mars : attaque allemande sur le fort de Vaux.
- 20 - 31 mars : retrait du front, stationnement dans la région de Verdun[7].
- 31 mars - 10 avril : engagée à nouveau dans la bataille de Verdun, vers l'étang de Vaux et le sud de Damloup[7].
  - 31 mars, 2 avril : attaques allemandes.
- 10 avril - 1er mai : retrait du front, transport par camions au sud de Bar-le-Duc ; repos. À partir du 15 avril, transport par voie ferrée dans la région de Châlons-sur-Marne ; repos et instruction dans la région de Somme-Vesle[7].
- 1er mai - 25 juillet : mouvement vers le nord et occupation d'un secteur vers la butte du Mesnil et le sud de Tahure[7].
- 25 juillet - 17 août : retrait du front ; transport par camions au sud-est de Châlons-sur-Marne, repos et instruction. À partir du 12 août, transport par voie ferrée dans la région de Froissy[7].
- 17 août - 22 septembre : transport par camions vers le front. Engagée dans la bataille de la Somme vers Soyécourt et le nord de Vermandovillers[7].
  - 4 septembre : attaque française et prise de Soyécourt.
  - 5, 7 septembre : attaques françaises.
- 22 septembre - 15 octobre : retrait du front ; transport par camions dans la région de Beauvais[7].
- 15 octobre - 18 novembre : mouvement vers le nord. Engagée à nouveau dans la bataille de la Somme vers Ablaincourt et au nord du village[7].
  - 7 novembre : attaque française.
  - 15 novembre : attaque allemande.
- 18 novembre - 15 décembre : retrait du front et transport par camions dans la région de Beauvais ; repos et instruction[7].
- 15 - 26 décembre : transport par camions vers le front et occupation d'un secteur vers Ablaincourt et Génermont[8].
- 26 décembre 1916 - 1er février 1917 : retrait du front et transport par voie ferrée dans la région de Lure ; repos et instruction au camp de Villersexel[8].

#### 1917
- 1er février - 20 mars : couverture et travaux sur la frontière suisse, vers Delle[8].
- 20 mars - 8 avril : mouvement par étapes vers le camp de Villersexel ; instruction[8].
- 8 avril - 23 mai : mouvement vers Belfort ; à partir du 12 avril transport par voie ferrée dans la région de Sézanne et Montmirail, puis mouvement vers celle de Château-Thierry ; repos et instruction[8].
- 23 mai - 28 août : mouvement vers le front et occupation d'un secteur au chemin des Dames vers le Panthéon et la ferme de Colombe[8].
- 28 août - 5 septembre : retrait du front et repos au sud de Soissons[8].
- 5 - 28 septembre : occupation d'un secteur vers la ferme du Toly (éléments en repos et éléments aux travaux)[8].
- 28 septembre - 10 octobre : retrait du front et repos vers Vauxcastille[8].
- 10 - 31 octobre : occupation d'un secteur vers la ferme de Colombe et le nord de Nanteuil-la-Fosse. À partir du 23 octobre, engagée dans la bataille de la Malmaison sur le front ferme Mennejean, ferme de Colombe. Combats près d'Anizy-le-Château. Organisation du terrain conquis jusqu'à l'Ailette vers Chavignon et au nord[8].
- 31 octobre - 5 décembre : retrait du front et repos vers Viels-Maisons[8].
- 5 décembre 1917 - 17 janvier 1918 : transport par voie ferrée de la région de Coulommiers à Vesoul. À partir du 11 décembre, mouvement vers Audincourt et Pont-de-Roide ; couverture et travaux à la frontière suisse[8].

#### 1918
- 17 janvier - 5 avril : transport par voie ferrée de la région de Pont-de-Roide dans celle de Bruyères ; repos. À partir du 22 janvier, occupation d'un secteur vers le col du Bonhomme et Provenchères-sur-Fave[9].
- 5 - 13 avril : retrait du front et mouvement vers Corcieux et Bruyères ; repos[9].
- 13 avril - 27 mai : transport par voie ferrée dans la région de Crépy-en-Valois, puis mouvement vers le sud de Compiègne ; instruction et travaux[9].
- 27 mai - 6 juin : transport par camions au sud de Braine. Engagée dans la troisième bataille de l'Aisne. Résistance sur les hauteurs au sud de la Vesle ; combats en retraite jusqu'à la région Veuilly-la-Poterie, Bouresches. Stabilisation du front vers Hautevesnes et l'est de Veuilly-la-Poterie[9].
- 6 - 17 juin : retrait du front et transport par camions de la région Lizy-sur-Ourcq, dans celle de Châlons-sur-Marne. Le 12 juin, mouvement vers Herpont et Dampierre-le-Château (travaux de seconde ligne) ; puis mouvement vers le front[9].
- 17 juin - 7 septembre : occupation d'un secteur vers Tahure et la ferme Navarin, déplacé à droite le 1er juillet entre la cote 193 et les Mamelles[9].
  - 15 juillet : quatrième bataille de Champagne. À partir du 18 juillet, contre-attaques et réorganisation du front vers le Trou Bricot et Le Mesnil-lès-Hurlus.
- 7 - 24 septembre : retrait du front, mouvement vers la région de Saint-Germain-la-Ville ; repos.
- 24 septembre - 5 octobre : occupation d'un secteur vers Perthes-lès-Hurlus et le Trou Bricot. À partir du 26 septembre, engagée dans la bataille de Somme-Py (Bataille de Champagne et d'Argonne) et son exploitation, poursuite vers Aure et Manre. En seconde ligne du 29 septembre au 3 octobre, puis reprise de l'offensive au sud d'Orfeuil[9].
- 5 - 30 octobre : retrait du front et mouvement vers Mourmelon-le-Grand, repos vers Juvigny-sur-Marne. Puis mouvement par Chigny-les-Roses et Villers-Franqueux, vers le secteur de Banogne-Recouvrance. Combats au nord du Thour[9].
  - 25 - 27 octobre : bataille de la Serre.
- 30 octobre - 6 novembre : retrait du front et repos au nord-ouest d'Épernayv.
- 6 - 11 novembre : mouvement vers le front ; participe en seconde ligne à la poussée sur la Meuse. Se trouve vers Chaumont-Porcien lors de l'armistice[9].

### Rattachement
- Affectation organique : 21e corps d'armée d'août 194 à novembre 1918[1]
- 1re armée
  - 2 août - 4 septembre 1914
  - 12 avril - 17 mai 1917
- 2e armée
  - 1er - 5 octobre 1914
  - 19 janvier - 19 février 1916
  - 27 février - 15 avril 1916
- 3e armée
  - 4 - 7 septembre 1914
  - 25 - 27 février 1916
- 4e armée
  - 9 - 14 septembre 1914
  - 15 avril - 12 août 1916
  - 8 juin - 17 octobre 1918
- 5e armée
  - 13 avril - 28 mai 1918
  - 17 octobre - 11 novembre 1918
- 6e armée
  - 17 mai - 6 décembre 1917
  - 28 mai - 8 juin 1918
- 7e armée
  - 26 décembre 1916 - 12 avril 1917
  - 6 décembre 1917 - 13 avril 1918
- 8e armée
  - 16 novembre - 8 décembre 1914
- 9e armée
  - 14 septembre - 1er octobre 1914
- 10e armée
  - 5 octobre - 1er novembre 1914
  - 8 décembre 1914 - 19 janvier 1916
  - 19 - 25 février 1916
  - 12 août - 26 décembre 1916
- Détachement d'armée de Belgique
  - 1er - 16 novembre 1914

## L'entre-deux-guerres

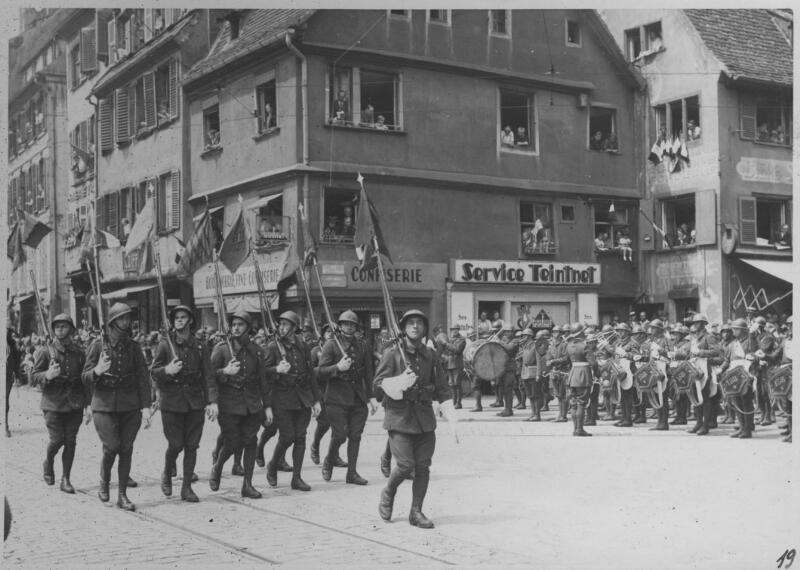
Le fanion et la musique du à Strasbourg le 11 juillet 1939.

Les brigades sont reconstituées après-guerre. En 1920, la division est constituée des unités suivantes :
- 85e brigade d'infanterie
  - 158e régiment d'infanterie ;
  - 401e régiment d'infanterie ;
  - 4e demi-brigade de chasseurs :
    - 1er bataillon de chasseurs à pied,
    - 29e bataillon de chasseurs à pied.
- 86e brigade d'infanterie
  - 152e régiment d'infanterie ;
  - 3e demi-brigade de chasseurs :
    - 2e bataillon de chasseurs à pied,
    - 3e bataillon de chasseurs à pied,
    - 4e bataillon de chasseurs à pied.
- 12e régiment d'artillerie divisionnaire.

Recréé en 1935 et installé en octobre à Saint-Dié-des-Vosges, le 3e régiment de tirailleurs marocains est rattaché à la 43e DI.

## Seconde Guerre mondiale

### Composition

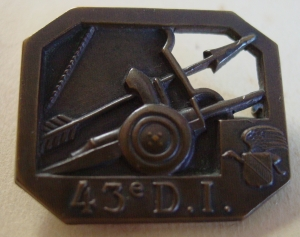
Insigne de la compagnie divisionnaire antichar (CDAC), 14e compagnie du.

En mai 1940, la 43e division d'infanterie se compose de :
- 158e régiment d'infanterie ;
  - dont 13e compagnie de pionniers et 14e compagnie divisionnaire antichar
- 4e demi-brigade de chasseurs à pied ; 
  - 1er bataillon de chasseurs à pied ;
  - 10e bataillon de chasseurs à pied ;
  - 29e bataillon de chasseurs à pied.
- 3e régiment de tirailleurs marocains ;
- 12e régiment d'artillerie divisionnaire ;
- 212e régiment d'artillerie lourde divisionnaire ;
- 32e groupe de reconnaissance de division d'infanterie ;

- et de tous les services (Sapeurs mineurs, télégraphique, compagnie auto de transport, groupe sanitaire divisionnaire, groupe d'exploitation etc.).

### Historique

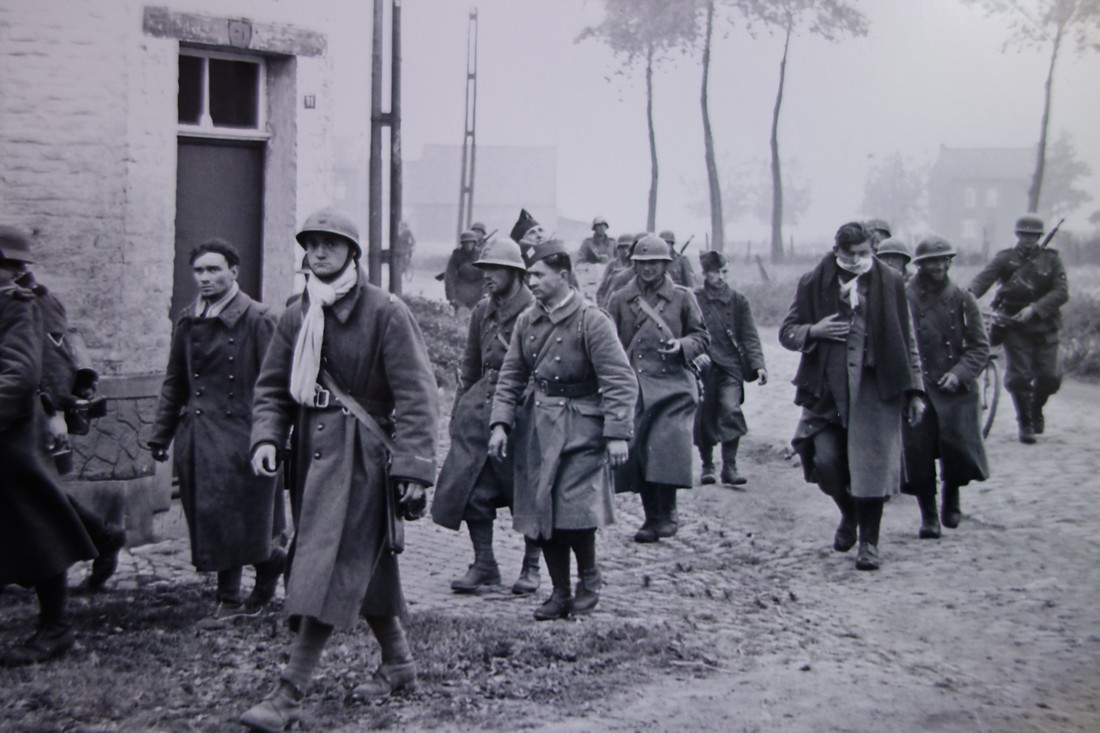
Soldats du de la capturés à Thulin le 23 5 1940.

Le 10 mai 1940, la 43e DI, basée au nord de Reims, sous les ordres du général Henry François Vernillat, est rattachée à la réserve du GQG. Elle est mise à la disposition de la 1re armée française le 12 mai.
Le 15 mai, elle se positionne au nord-est de Maubeuge, sur la rive gauche de la Sambre, fait sauter tous les ponts sur la Sambre situés de Jeumont à Thuin, entre les 16 et 17 mai, afin de protéger, côté Est, le repli des troupes françaises, face à la VIe Armée allemande. Dans la nuit du 17 au 18 mai, la 43e DI se rapproche de Maubeuge, pour protéger la cité.
Les premiers combats commencent le 18 mai au matin. Le 20 mai, les munitions font défaut et bon nombre d'unités n'existent plus, harcelées par les attaques ennemies. La IVe Armée allemande coupe toute liaison vers le Sud. Le repli vers l'Est est nécessaire.
Elle disparait lors de la bataille de Dunkerque début juin 1940.
Dès le 5, il est décidé de la recréer sous le nom de 43e division légère d'infanterie, unité de taille réduite formée avec des rescapés évacués de Dunkerque. Elle dispose le 15 de quatre bataillons d'infanterie aptes au combat, plus un groupe de reconnaissance et un groupe d'artillerie de 75 hippomobile. Elle se bat en Normandie au sein du 16e corps d'armée et est capturée le 18 juin. 

## Après 1945
Le numéro 43 est repris par la 43e division militaire territoriale, unité de réserve de la 15e division d'infanterie de Limoges.